# Porphyrinia schernhammeri
Porphyrinia schernhammeri är en fjärilsart som beskrevs av Rühl. 1890. Porphyrinia schernhammeri ingår i släktet Porphyrinia och familjen nattflyn. Inga underarter finns listade i Catalogue of Life.